# Богатов, Роман
Роман Богатов (род. 15 декабря 1990, Новотроицк) — российский боец смешанного стиля, выступает на профессиональном уровне с 2016 года. Бывший чемпион M-1 Challenge в лёгком весе, участник турнира бойцовской организации UFC.

## Биография
Роман Богатов начал свою профессиональную карьеру в 2016 году, в марте 2017 году впервые выступил в турнире M-1 Challenge. 28 сентября 2018 года Богатов завоевал титул чемпиона M-1 Challenge в лёгком весе, победив бразильца Рубенилтона Перейру. В 2019 году дважды защитил титул чемпиона, одолев бразильца Мичела Сильву и француза Микаэля Лебу.
16 января 2021 года выступил в турнире Brave CF 46, победив казахстанца Нуржана Акишева со счётом 29-28, 29-28, 30-27.

### Дебют в UFC
11 ноября 2019 года подписал контракт с крупнейшим ММА промоушн — Ultimate Fighting Championship. Принял участие в турнире UFC 251, выступив против бразильца Леонардо Сантоса. Во время боя Роман Богатов нарушил ряд правил: ткнул пальцем в глаз, дважды пробил по паху и ударил коленом по сопернику, когда тот был в сидячем положении на канвасе. В результате Роман лишился двух очков и проиграл бой единогласным судейским решением. После боя UFC расторгла контракт с Богатовым из-за запрещённых ударов.

## Статистика в профессиональном ММА
| Боёв 14          | Побед 13 | Поражений 1 |
| ---------------- | -------- | ----------- |
| Нокаутом         | 1        | 0           |
| Сдачей           | 5        | 0           |
| Решением         | 6        | 1           |
| Дисквалификацией | 1        | 0           |
| Ничьи            | 0        | 0           |

| Результат | Рекорд | Соперник               | Способ                                          | Турнир                                               | Дата             | Раунд | Время | Место                   | Примечание                                       |  |
| --------- | ------ | ---------------------- | ----------------------------------------------- | ---------------------------------------------------- | ---------------- | ----- | ----- | ----------------------- | ------------------------------------------------ |  |
| Победа    | 1-0    | Вадим Анисимов         | Решение большинства                             | Scythian Gold MMA Fight Night                        | 4 марта 2016     | 0     | N/A   | Оренбург, Россия        |                                                  |  |
| Победа    | 2-0    | Маккашарип Зайнуков    | Решением (единогласным)                         | EFN Fight Nights Global 56: Russia MMA Supercup 2016 | 9 декабря 2016   | 2     | 5:00  | Владивосток, Россия     |                                                  |  |
| Победа    | 3-0    | Алексей Сотников       | Сабмишном (удушение ручным треугольником)       | M-1 Challenge 75 Shlemenko vs. Bradley               | 3 марта 2017     | 1     | 1:56  | Москва, Россия          |                                                  |  |
| Победа    | 4-0    | Рикардо Франко         | Сабмишном (удушение Брабо)                      | M-1 Challenge 78 Divnich vs. Ismagulov               | 26 мая 2017      | 1     | 4:52  | Оренбург, Россия        |                                                  |  |
| Победа    | 5-0    | Яни Салми              | Решением (единогласным)                         | M-1 Challenge 84 20 Years of MMA                     | 27 октября 2017  | 3     | 5:00  | Санкт-Петербург, Россия |                                                  |  |
| Победа    | 6-0    | Tahir Abdullaev        | Сабмишном (удушение ручным треугольником)       | M-1 Challenge 90 Kunchenko vs. Butenko               | 30 марта 2018    | 2     | 1:21  | Санкт-Петербург, Россия |                                                  |  |
| Победа    | 7-0    | Раул Тутараули         | Техническим Сабмишном (удушение плечом)         | M-1 Challenge 94 Ismagulov vs. Damkovsky             | 15 июня 2018     | 2     | 3:05  | Оренбург, Россия        |                                                  |  |
| Победа    | 8-0    | Рубенилтон Перейра     | Решением (единогласным)                         | M-1 Challenge 97 Tatfight 7: Bogatov vs. Pereira     | 28 сентября 2019 | 5     | 5:00  | Казань                  | Бой за титул чемпиона M-1 Challenge              |  |
| Победа    | 9-0    | Мичел Сильва           | Сабмишном (удушение ручным треугольником)       | WKG & M-1 Challenge 100 Bogatov vs. Silva            | 26 января 2019   | 2     | 3:09  | Харбин, Китай           | Первая защита титула                             |  |
| Победа    | 10-0   | Микаэль Лебу           | Техническим нокаутом (отказ от продолжения боя) | M-1 Challenge 104: Битва в сердце континента         | 30 августа 2019  | 3     | 5:00  | Оренбург, Россия        | Вторая защита титула                             |  |
| Поражение | 10-1   | Леонардо Сантос        | Решением (единогласным)                         | UFC 251: Usman vs. Masvidal                          | 11 июля 2020     | 3     | 5:00  | Абу-Даби, ОАЭ           |                                                  |  |
| Победа    | 11-1   | Нуржан Акишев          | Решением (единогласным)                         | Brave CF 46 Brave Combat Federation 46               | 16 января 2021   | 3     | 5:00  | Сочи, Россия            |                                                  |  |
| Победа    | 12-1   | Абдулмуталиб Гаирбеков | Решением (единогласным)                         | Brave CF 51: Магер - Сагынтай                        | 4 июля 2021      | 3     | 5:00  | Белоруссия, Минск       |                                                  |  |
| Победа    | 13-1   | Тай Кюн Ким            | Решением (раздельным)                           | Brave CF 64 Brave Combat Federation 64               | 22 октября 2022  | 5     | 5:00  | Бахрейн                 | Бой за титул чемпиона Brave CF в полулёгком весе |  |

## Личная жизнь
Воспитывает четверых детей.